# Northern Kabuntalan
Northern Kabuntalan ist eine philippinische Stadtgemeinde in der Provinz Maguindanao del Norte. Nach dem Zensus vom 1. August 2015 hat sie 25.232 Einwohner.
Sie wurde aus elf Baranggays der Stadtgemeinde Kabuntalan durch die Verabschiedung des Muslim Mindanao Autonomy Act No. 205 gegründet, der durch eine Volksabstimmung am 30. Dezember 2006 ratifiziert wurde.

## Baranggays
| Baranggay     | Einwohnerzahl (2007) |
| ------------- | -------------------- |
| Balong        | 1.761                |
| Damatog       | 1.806                |
| Gayonga       | 2.739                |
| Guiawa        | 2.325                |
| Indatuan      | 1.602                |
| Kapimpilan    | 1.962                |
| Libungan      | 1.205                |
| Montay        | 1.844                |
| Paulino Labio | 3.154                |
| Sabaken       | 1.592                |
| Tumaguinting  | 2.180                |